# Штепа Ольга Антонівна
Ольга Антонівна Штепа (10.12.1936) - поетеса, краєзнавець. Донька майстра деревяної скульптури - Шпепи Антона Гнатовича

## Біографія
Народилась 10 грудня 1936 р. в с. Сваричівка Ічнянського району Чернігівської області.
Працює бібліотекарем-бібліографом в гімназії № 39 ім. Б. Хмельницького м. Києва. За її ініціативи в гімназії створена «Світлиця-музей народного побуту Чернігівщини».
Лауреат премій: імені Василя Чумака, імені Василя Плюща, Ічнянської літературної премії імені Степана Васильченка.
Член Національної спілки краєзнавців України та Ічнянського районого об'єднання лутераторів "Криниця"

## Творчість
Автор збірок поезій: 
- "Так мені нагадала циганка"[3]
- "Любовь - мое дыхание"[4]
- "Чорнобривці цвітуть"[5]
- "Ромашковий світ"
- "Коромисло долі"

Краєзнавча праця - "Свідчить пам'ять"

## Джерело
- У грудні святкують свій ювілей // Отчий поріг. — № 12, грудень 2016. — С. 2.

| українська персоналія | Це незавершена стаття про особу, що має стосунок до України. Ви можете допомогти проєкту, виправивши або дописавши її. |

1. ↑  Публічна бібліотека Ічнянської міської ради (22 вересня 2023). Ольга Штепа. Процитовано 16 квітня 2025 — через YouTube.
2. ↑  Штепа Ольга | Жінка-УКРАЇНКА. ukrainka.org.ua. Процитовано 16 квітня 2025.
3. ↑  www.irbis-nbuv.gov.ua http://www.irbis-nbuv.gov.ua/cgi-bin/irbis_nbuv/cgiirbis_64.exe. Процитовано 16 квітня 2025. {{cite web}}: Пропущений або порожній |title= (довідка)
4. ↑  www.irbis-nbuv.gov.ua http://www.irbis-nbuv.gov.ua/cgi-bin/irbis_nbuv/cgiirbis_64.exe. Процитовано 16 квітня 2025. {{cite web}}: Пропущений або порожній |title= (довідка)
5. ↑  www.irbis-nbuv.gov.ua http://www.irbis-nbuv.gov.ua/cgi-bin/irbis_nbuv/cgiirbis_64.exe. Процитовано 16 квітня 2025. {{cite web}}: Пропущений або порожній |title= (довідка)